# Első marokkói válság

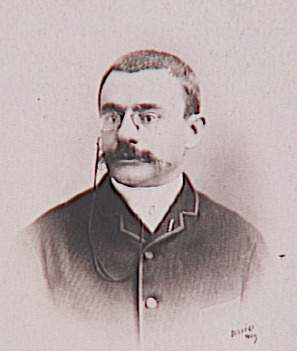
Théophile Delcassé francia külügyminiszter, az agresszív észak-afrikai terjeszkedés híve

Az első marokkói válság egy feszült nemzetközi helyzet volt a 20. század elején (1904–1906), melyet a Marokkó feletti befolyásért való német–francia rivalizálás váltott ki. Franciaország azon ügyködött, hogy meghatározó hatalom lehessen az országban, míg Németország a nyitott ajtó politikáját védelmezve igyekezett minden érdekelt hatalom számára hozzáférhetővé tenni Marokkót. Bár Németországnak sikerült az algecirasi konferencia során érvényesítenie akaratát, az öt nagyhatalom (Pentarchia) körében azonban elszigetelődött. Az előző évben entente cordiale (antant) néven létrejött Nagy-Britannia és Franciaország közötti szövetség ezzel együtt megerősödött. A konferencia zárónyilatkozata biztosította a német gazdasági érdekeket, azonban a válságból Franciaország húzott hasznot, mivel politikai hatalmát kiépíthette Észak-Afrikában.

## Előzmények
A 19. század végéig Marokkót még nem érte el a közvetlen gyarmatosítás. Az észak-afrikai országgal való viszonyukat a nagyhatalmak csak az 1880-as madridi konvenció révén szabályozták az abban foglalt „nyitott ajtó elve” alapján. Eszerint Marokkóval minden külföldi ország szabadon kereskedhetett és építhetett ki kapcsolatokat. A századfordulón Marokkó helyzete nagyjából megegyezett a félgyarmati sorban lévő Kínáéval, azaz a szuverenitását bérelt kikötők révén és a konzulok bíráskodási jogával nyirbálták meg. Az ország fő kereskedelmi partnerei közé tartozott az egykori gyarmatosító nagyhatalom, Spanyolország, mindenekelőtt a Brit Birodalom, de Franciaország is és egyre nagyobb mértékben a Német Birodalom. Marokkó fekvése stratégiai jelentőséggel bírt, mivel a Gibraltári-szorossal átellenben feküdt és rendelkezett nagy kiterjedésű földközi-tengeri és atlanti-óceáni partvidékkel. E két partszakasz hossza együttesen (a mai Nyugat-Szahara területét is beleértve) 1835 km-t tett ki.

## Érdekeltségek Marokkóban

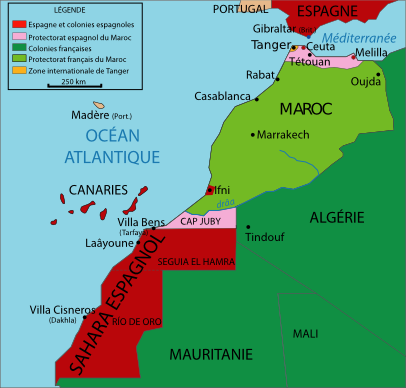
Marokkó későbbi, 1912-es spanyol–francia felosztása

A reformpárti Abd al-Aziz szultán 1900-ban való hatalomra kerülése után Franciaország a szomszédos Algéria felől igyekezett kiterjeszteni befolyását nyugati irányban Marokkóra. A hosszú távú céljuk egy francia befolyás alatt lévő Magreb lett volna. Ehhez hajlandók lettek volna felmondani a madridi egyezményt is és a marokkói központi hatalmat főként az Algériával határos területeken meggyengítették volna. Théophile Delcassé francia külügyminiszter a céljai eléréséhez Németországban csak egy marginális problémát látott, mivel úgy vélte, hogy annak politikai érdekei csekélyek és más afrikai területekkel kárpótolni lehet.
A Német Birodalom – melynek a madridi egyezmény egyik aláírójaként beleszólási joga volt a jövőbeni szabályozásokhoz – ugyanakkor csak gazdasági érdekeit jelezte Marokkóban. Az összességében csekély német–marokkói kereskedelmi forgalom ellenére a külügyminisztériumnál úgy gondolták, hogy Németország nagyhatalmi helyzetét leginkább az szolgálná, ha továbbra is jelen lenne Marokkóban, ami a későbbiek folyamán még előnyére lehetne. Ennek megfelelően 1902 végén a német–francia viszony meg is romlott. Ezt egyfelől a régió iránti német érdeklődéssel lehet indokolni. Az Össznémet Szövetség (Alldeutscher Verband) és a Gyarmati Társaság (Kolonialgesellschaft) közösen megalapította a Marokkó Társaságot (Marokko Gesellschaft), melynek pozitív hangulatot kellett teremtenie a nagyobb észak-afrikai német befektetésekhez. Franciaország tüntetőleg kizárta a Marokkó ügyében folytatott tárgyalásairól Németországot és csak Olaszországgal illetve Spanyolországgal egyeztetett a kérdésben. Csak mikor 1903 őszén híre jött a Franciaország érdekeinek kedvező spanyol–francia területfelosztási egyezménynek, szorítkozott Friedrich von Holstein külügyminiszter a császár és a kancellár egyetértésével egy visszafogottabb Marokkó-politika folytatására. Vilmos császár 1904-ben jelezte a spanyol királynak, hogy nincsenek területi ambíciói Marokkóban, ellenben Németország kitart a Marokkóban folytatandó szabad kereskedelem mellett és szeretné, ha a vasútépítési koncesszió odaítélésénél a német pályázatot is figyelembe vennék. Ezzel igyekezett a Franciaországéval azonos előnyöket megtartani és a további válsághelyzeteket elkerülni, valamint a marokkói kérdést illetően Spanyolországot a Franciaországgal folytatandó tárgyalásaihoz támogatni.

## Az 1904-es krízis

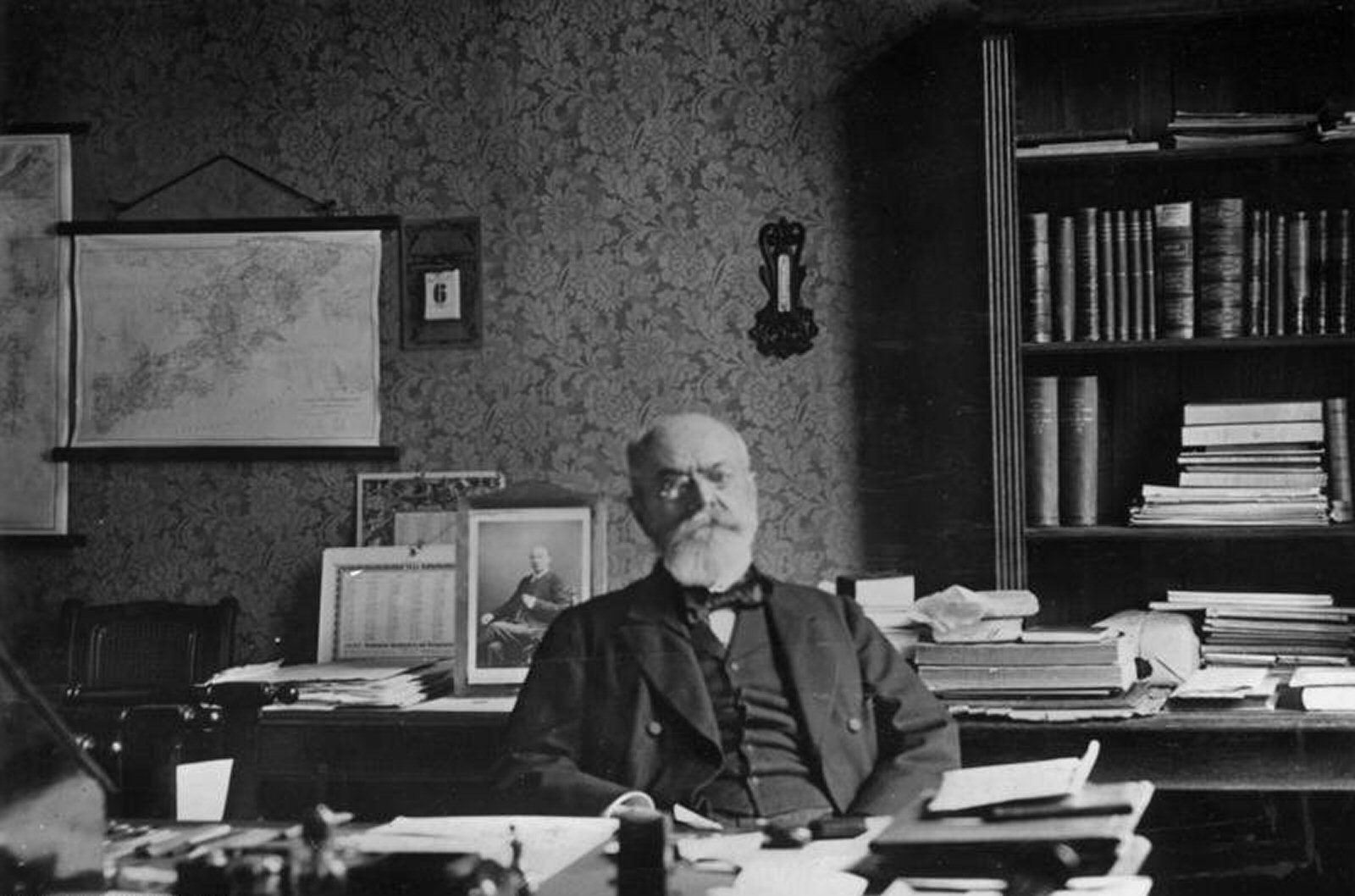
Friedrich von Holstein

Az orosz–japán háború kitörésével 1904 februárjában és az Entente cordiale Franciaország és Nagy-Britannia közötti megkötésével 1904. április 8-án az európai hatalmi egyensúly alapvetően változott meg. Az angol–francia gyarmati kiegyezéssel a szabadkereskedelmet szorgalmazó német politika nyilvánvalóan megbukott. A Wilhelmstraßén a francia–brit közeledésre való reagálás módját mérlegelték, anélkül, hogy a cselekedési mozgástérből veszítenének és külpolitikailag elszigetelődnének. Oroszország 1904 nyarán elszenvedett vereségei valamint az 1904 októberi doggerbanki incidens után, mely megrontotta London és Szentpétervár viszonyát, lehetséges partnernek tűnt. Delcassé megpróbált bármiféle nemzetközi feszültséget távol tartani Marokkótól, hogy a politikai status quót fenntartsa és az ország békés felosztását előkészítse. Vilmos császár az Alldeutscher Verband és a külügyminisztérium ellenkezése ellenére Észak-Afrikában továbbra is visszafogott politikát folytatott. Az év végén Abd al-Aziz szultán a francia fenyegetések ellenére visszautasította az általuk ajánlott reformprogramot, mely előkészítette volna az országa protektorátus alá vételét.

## Az 1905-ös krízis

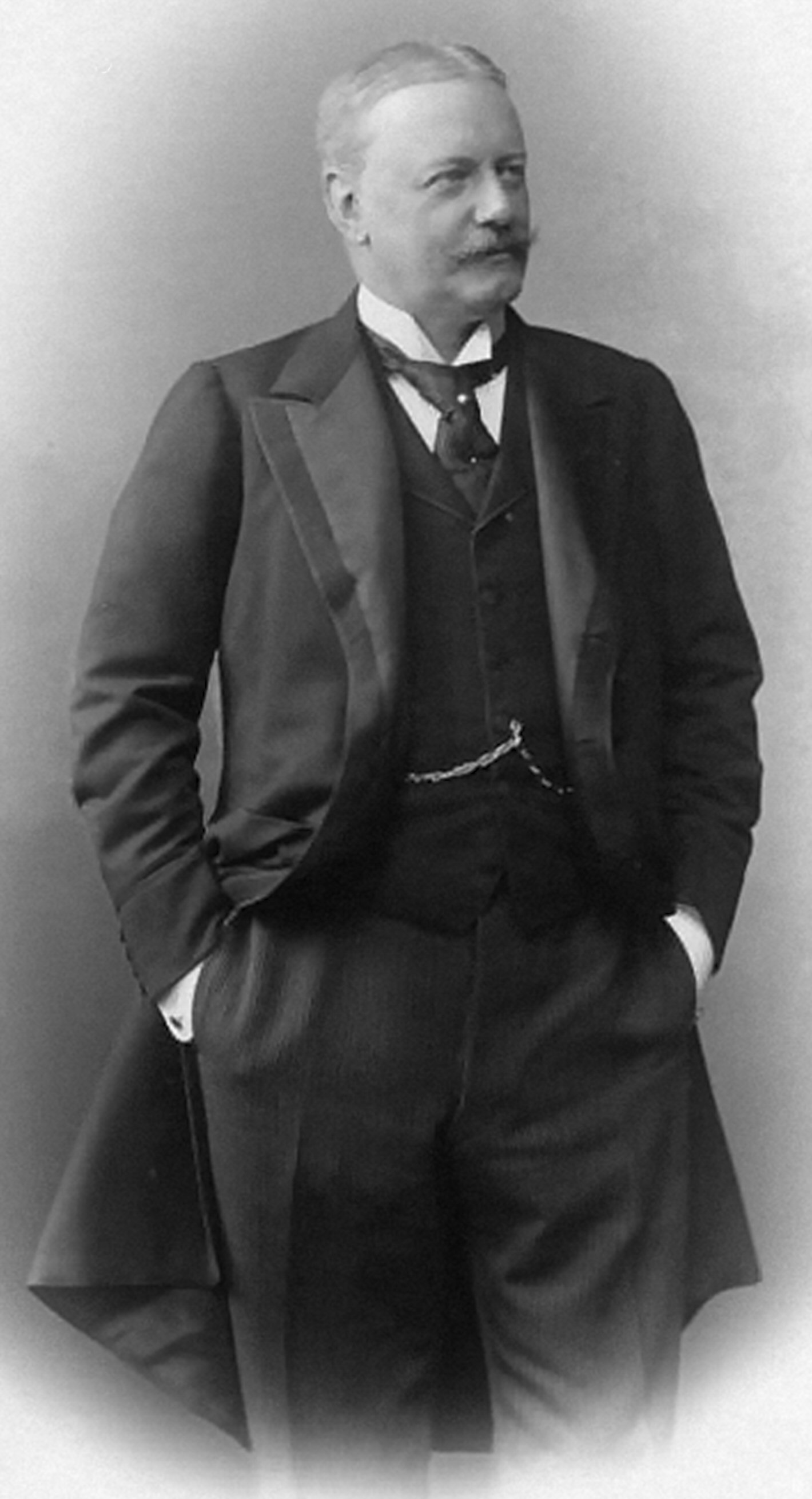
Bülow birodalmi kancellár

A következő év elején a tangeri francia követ, Saint René-Taillandier ismét tárgyalásokat folytatott a szultáni udvarban a reformprogramról. Az, hogy Franciaország „Európa megbízottjaként” lépett fel tovább fokozta a német bizalmatlanságot a francia politika irányába. Ennek megfelelően az ajánlat újabb, német támogatással megfogalmazott visszautasítása durva válasznak minősült a francia ambíciókra. Az Oroszországgal folytatott német szövetségkötési tárgyalások kudarca után, 1905 elején Berlinből a nemzetközi helyzet alakulását továbbra is aggodalommal követték Németország bekerítésétől tartva. A szövetség elutasítását presztízsveszteségnek tekintették, amit jóvá kellett tenni. Bernhard von Bülow birodalmi kancellár ezért erős fellépést tartott szükségesnek Franciaországgal szemben, de azzal tisztában volt, hogy ez aligha lehet katonai jellegű lépés. Az 1904 januárja óta Délnyugat-Afrikában tartó hereró felkelés leverése a német közvélemény előtt relatíve népszerűtlen vállalkozás volt, ezen felül költséges is volt és óvatosságra intett további gyarmati kalandozásoktól. 1905. március 15-én Bülow a Reichstagban bejelentette, hogy a Birodalom lépéseket fog tenni a marokkói gazdasági érdekeinek megvédésére. A tervvel szemben szkeptikus Vilmos császárt sikerült megnyerni ahhoz, hogy a hagyományos földközi-tengeri útja során a kívánatosnak ítélt marokkói látogatást is megejtse. A tervezett utazás híre hamar elterjedt a határokon túlon is és feszülten várták a császár feltűnését az észak-afrikai országban. Míg a német politika konzekvensen fáradozott azon, hogy a Marokkóval szembeni politikájának folytonosságát és a tangeri látogatás természetszerűségét hangsúlyozza, addig Marokkó ügye az alapvető vitás kérdések rendezésének helyszíne lett Németország és Franciaország között.
Maga a császár 1905 márciusában a cirkálóútra való behajózásakor Brémában a következő beszédet tartotta:
„A világtörténelmi tapasztalataim miatt soha nem törekedtem a sivár világuralomra. …A világbirodalom, melyet megálmodtam magamnak, abban áll, hogy mindenek előtt a Német Birodalom minden oldalról egy nyugodt, becsületes, békés szomszéd abszolút bizalmát élvezze.”

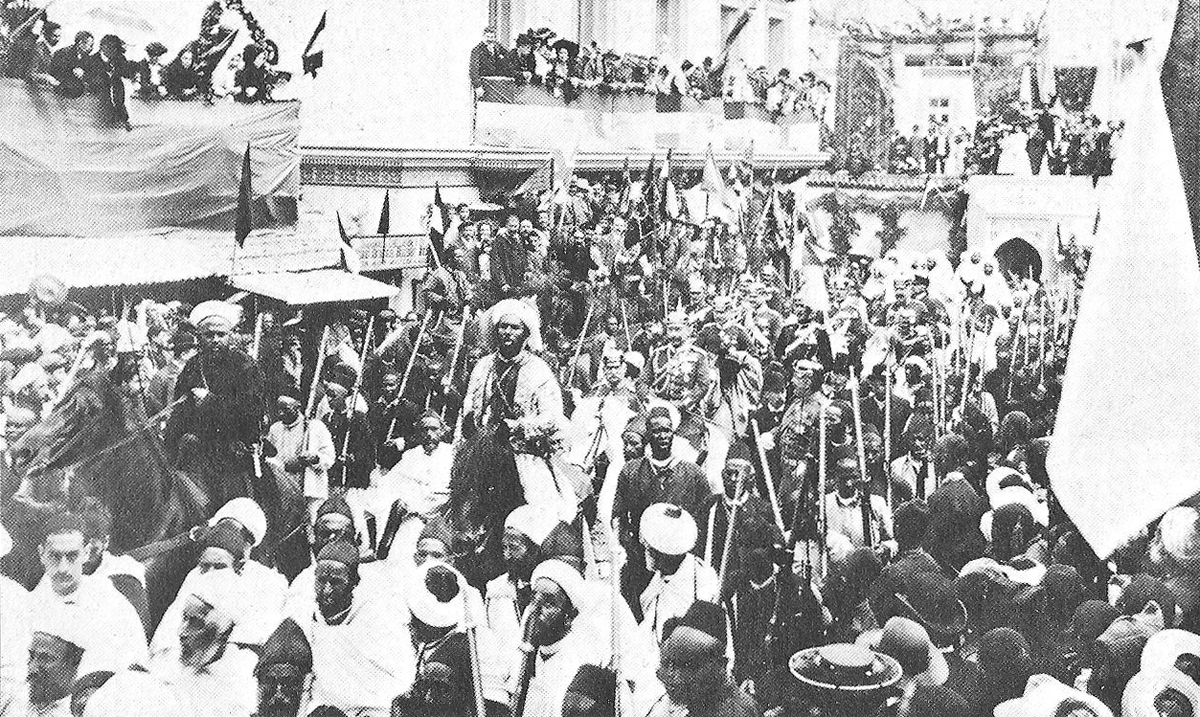
Vilmos császár Tangerben (középen szürke lovon)

A császár 1905. március 31-ei Tangerbe tett látogatása zökkenőmentesen zajlott le. Habár az utazás során a Hamburg cirkáló fedélzetén öt táviratot is kapott Bülowtól, melyben kérte a császárt, hogy feltétlenül mutatkozzon a parton, megérkezésekor vonakodott ettől és csak a hajó fedélzetére érkező Richard von Kühlmann ügyvivő tudta rávenni, hogy lépjen marokkói földre. Így találkozott a szultánnal és a kíséretéhez hasonlóan ő is berber lóra szállt. A francia küldött üdvözlésére határozottan reagált és kiállt Németország szabad kereskedelemhez való joga és Marokkó szuverenitása mellett. A sajtóban a szavait azonban erősen kiélezték. Az általa mondottak e torzított formában jutottak el Franciaországba és itt nagyobb nyugtalanságokat okoztak.

## Az algecirasi konferencia
A császár látogatása után a külügyminisztérium aktívan lépett fel és Vilmostól a következő irányelvek szerinti Marokkó-politikát követelt:
1. Területi igényekről való lemondás,
2. Gazdasági paritás követelése,
3. Nemzetközi konferencia egybehívása a marokkói reformok megvitatására.

A konferencia egybehívásával Németország pozícióját akarták erősíteni. Amennyiben Franciaország ennek egybehívásához nem járulna hozzá és nem venne részt rajta, akkor a nemzetközi jog értelmében a többi aláíró hatalom szemében jogtalanná válnának a további lépései. Viszont ha eljönne a konferenciára, akkor Holstein véleménye szerint nagyon valószínűtlen lenne, hogy Németországgal és várhatóan az Egyesült Államokkal szemben tarthatná a pozícióját. Ebből fakadóan Franciaországnak meg lehetne mutatni, hogy bilaterális egyezményekkel nem lehet megkerülni Németországot és hogy az Entente Cordiale lehetőségei csak nagyon korlátozottak. Német részről tudatosan számoltak egy háború lehetőségével, hogy Franciaországot ezáltal is nyomás alá helyezve a konferencián engedményekre késztessék. Ez az elképzelés a brit–francia közeledésre tekintettel különösen kockázatos volt. Nagy-Britanniát a kialakult helyzet arra sarkallta, hogy újdonsült szövetségesét, Franciaországot közvetlen vagy közvetett módon támogassa.
A francia külügyminiszter, Théophile Delcassé dacolt a német szándékkal és azt hangoztatta, hogy nincs szükség ilyen konferenciára. Bülow kancellár az ügy miatt háborúval fenyegette meg Franciaországot. A válság június közepén tetőzött. A franciák az összes szabadságolt katonájukat visszarendelték (1905. június 15.), Németország pedig egy a marokkói szultánnal kötendő védelmi egyezmény megkötését helyezte kilátásba (június 22.). Maurice Rouvier francia miniszterelnök nem kívánt háborúba keveredni Németországgal a kérdés miatt. Delcassé lemondott, miután a francia kormányzat nem támogatta a törekvéseit és ezt követően július 1-én Franciaország jelezte részvételét a konferencián. A válság még ezután is eltartott egészen az Algecirasban összehívott konferencia megnyitásáig. Németország december 30-án mozgósította a tartalékait, Franciaország pedig január 3-án csapatokat vonultatott fel a német határon.
A nemzetközi konferenciára végül 1906. január 16. és április 7. között került sor a Hotel Reina Christinában Németország, Franciaország, Nagy-Britannia, Oroszország, az Egyesült Államok, Ausztria-Magyarország, Olaszország, Spanyolország, Portugália, Belgium, Svédország és Hollandia részvételével. A német politika számításai azonban nem váltak be. Németország mellett az Osztrák–Magyar Monarchia a legmesszebbmenőkig kiállt, viszont a britek támogatták a franciákat és együtt már kellő nyomást tudtak kifejteni a többi résztvevőre, hogy azok a franciáknak kedvező megegyezést támogassák. Franciaország szilárd támogatást kapott még Oroszország, Olaszország, Spanyolország és az Egyesült Államok részéről is, így a németek március 31-én hozzájárultak egy a tekintélyükre nézve kevésbé káros kompromisszumos egyezséghez, melyet május 31-én írtak alá. Ebben a résztvevők bár elismerték a kereskedelem általános szabadságát és formálisan Marokkó függetlenségét is, de Franciaország és Spanyolország engedélyt kaptak a marokkói rendőrség és az állami bank igazgatására. Ezáltal Franciaország lett Marokkó közvetlen adósságkezelője. Tetuán és Larache Spanyolországnak, míg Rabat, Szafi (Safi), El Jadida és Szavíra (Essaouira) Franciaországnak jutott, ugyanakkor Tanger és Casablanca városait a két ország rendőrei együtt felügyelhették.
A konferencia zárónyilatkozatát 1906. április 7-én írták alá. Ebben a semleges Svájc kapott mandátumot a marokkói rendőrség főfelügyelőjének kinevezésére valamint a szövetségi bírósága révén bizonyos jogi esetek elbírálására.

## A marokkói válság következményei
Az első marokkói válság során és főleg azt követően Németország nemzetközileg elszigetelődött. A francia–brit közeledést nem sikerült megakadályozni és az Entente Cordiale megerősödött. Gyakorlatilag Franciaország húzott hasznot a krízisből és folytathatta Marokkó gyarmatosításához vezető útját. Ez a válság vezetett a brit–orosz közeledéshez is, valamint a következő évben a cartagenai egyezmény megkötéséhez, melyben a britek, a franciák és a spanyolok a status quo fenntartása mellett kötelezték el magukat a térségben.
Bülow kancellár 1906. április 5-én a német Marokkó-politikát illetően – részben a külföldi és belföldi alaptalan vádaskodásokra is választ adva – a Reichstag előtt következőképpen nyilatkozott:
„Nem akartuk megvetni lábunkat Marokkóban, mivel az inkább a helyzetünk gyengüléséhez mint erősödéséhez vezetett volna. Spanyolország és Franciaország korábbi politikai és történelmi alapokon nyugvó igényeivel szemben semmilyen kellemetlenkedő vagy egyáltalán bármiféle ellenvetést nem kívántunk tenni mindaddig, míg a német jogosultságokat és érdekeket figyelembe vették és azok nem sérültek. Nem igyekeztünk magunkat Angliához dörgölni azért, mert az 1904 áprilisi egyezményével a Franciaországhoz való közeledését szentesítette […] Amit mi akarunk, az az, hogy hírül adjuk, a Német Birodalmat nem lehet »quantité négligeable« [jelentéktelen tömeg] módjára kezelni, hogy egy nemzetközi egyezmény alapját nem lehet az aláíró hatalmak beleegyezése nélkül hatályon kívül helyezni, hogy egy ilyen hatalmas, önálló, a világkereskedelem két útvonala mentén fekvő gazdasági terület ajtaját az idegen szabad verseny számára nyitva kell tartani.”
A szultanátus miatti feszültségek ezt követően továbbra is megmaradtak és néhány év múlva a második marokkói válsághoz vezettek.

## Fordítás
- Ez a szócikk részben vagy egészben  az   Erste Marokkokrise című német Wikipédia-szócikk ezen változatának fordításán alapul.  Az eredeti cikk szerkesztőit annak laptörténete sorolja fel. Ez a jelzés csupán a megfogalmazás eredetét és a szerzői jogokat jelzi, nem szolgál a cikkben szereplő információk forrásmegjelöléseként.
- Ez a szócikk részben vagy egészben  a   First Moroccan Crisis című angol Wikipédia-szócikk ezen változatának fordításán alapul.  Az eredeti cikk szerkesztőit annak laptörténete sorolja fel. Ez a jelzés csupán a megfogalmazás eredetét és a szerzői jogokat jelzi, nem szolgál a cikkben szereplő információk forrásmegjelöléseként.